# Archipel de Bocas del Toro
L'archipel de Bocas del Toro est un groupe d'îles au nord-ouest de la mer des Caraïbes, au Panama. L'archipel sépare la baie d'Almirante et la laguna de Chiriquí de la mer des Caraïbes ouverte.
L'archipel fait partie du district de Bocas del Toro qui fait partie de la province de Bocas del Toro. La ville principale est Bocas del Toro, sur l'île Colón.
Les îles sont toutes accessibles par des bateaux taxis et des bateaux privés mais l'île Colón est desservie par avions (aéroport international Isla Colón de Bocas del Toro) et ferries également.